# Grynocharis oblonga
Grynocharis oblonga is een keversoort uit de familie schorsknaagkevers (Trogossitidae). De wetenschappelijke naam van de soort werd in 1758 als Silpha oblonga gepubliceerd door Carl Linnaeus.